# NGC 2997
NGC 2997 je galaksija u zviježđu Zračnoj pumpi.

## Vanjske poveznice
- SEDS: NGC 2997 (engl.)